# ヘビゲーム
ヘビゲームまたはスネークゲームは、コンピュータゲームの古典的なジャンルのひとつで、1970年代から数多くの類似するゲームがある。Googleゲームの1つである。

## 概要
伸長するヘビを操作して、エサを食べ続けることがゲームの目的ではない。画面を全て埋め尽くすとゲームクリアとなるものと、エサを食べて大きくなるだけのものがある。エサではなく動いた軌跡がそのまま残り、なおかつランダムに障害物が置かれ、それを回避する目的のゲームもある。
プレイヤーはヘビを操作し、その頭が壁あるいは自身の身体にぶつからないようにしながら、ランダムで出現するエサを回収する。エサを回収するたびにヘビの身体は1マスずつ長くなっていく。ヘビは静止することができず、常に動き回っているため、エサを回収すればするほど自身の身体を回避することが難しくなる。
二人対戦型のゲームでは、伸長する自機で相手の動きを制限させる駆け引きを楽しむものもある。スネークゲームの元祖である上述の「ブロッケード」がすでにそのルールを採用している。

## 歴史
1976年の「ブロッケード」にその源流を見出せる。（当時の派生タイトルは当該記事を参照）
1982年の映画「トロン」では、映画の主人公がコンピュータの世界に入り込んで対決するゲームの一つとして、スネークゲームが登場した。この映画ブームにあやかって多くの派生ゲームが生み出された。
1998年にノキアの携帯電話にミニゲームとして搭載された「スネーク」は、簡易的なプログラムによる1970年代の古典的ミニゲームがリバイバルブームとなったうちの一つである。
2021年現在では携帯電話ゲームの一ジャンルとして多くの派生ゲームが見られる。